# Port lotniczy Ikaria
Port lotniczy Ikaria (IATA: JIK, ICAO: LGIK) – krajowy port lotniczy położony na wyspie Ikaria, w Grecji.

## Linie lotnicze i połączenia
| Linia Lotnicza | Kierunek                       |
| -------------- | ------------------------------ |
| Olympic Air    | 1. Ateny 2. Lemnos 3. Saloniki |
| Sky Express    | 1. Ateny                       |